# Бледный стриж
Бледный стриж (лат. Apus pallidus) — небольшая птица семейства стрижиных.

## Описание
Длина тела от 16 до 18 см, масса от 32 до 44 г. Хвост короткий, вильчатый. Туловище напоминает по форме торпеду. Крылья длинные, серповидные. Длина крыльев составляет от 16,5 до 18 см, длина клюва примерно 0,5 см.
Бледный стриж напоминает размерами и формой чёрного стрижа. Однако, он более коренастый, окраска оперения в целом светлее, нижняя сторона более коричневая. Окраска оперения контрастирует с часто заметным издали белым пятном на горле. Пронзительный, высокий призыв бледного стрижа глубже, скорее двусложный «врии-е» звучит более механически, чем у чёрного стрижа.
Согласно исследованию 2019 года, бледный стриж может проводить в полёте без посадки на землю 2-3,5 месяца, при этом питаться и даже спать.

## Распространение
Бледный стриж распространён в Северной Африке, Южной Европе и на Среднем Востоке. Появление вида в Центральной Европе — крайне редкое исключительное явление. Перелётный вид, зимует в тропической Африке. Возвращается к местам гнездования в южную Европу в апреле, а начиная с сентября снова покидает их. В России зарегистрирован залёт в Татарстан, весьма вероятны также встречи на Кавказе и в Прикаспии. 

## Питание
Так же, как и чёрный стриж, бледный стриж охотится на мелких насекомых и пауков в свободном воздушном пространстве и только в период гнездования садится на землю.

## Размножение

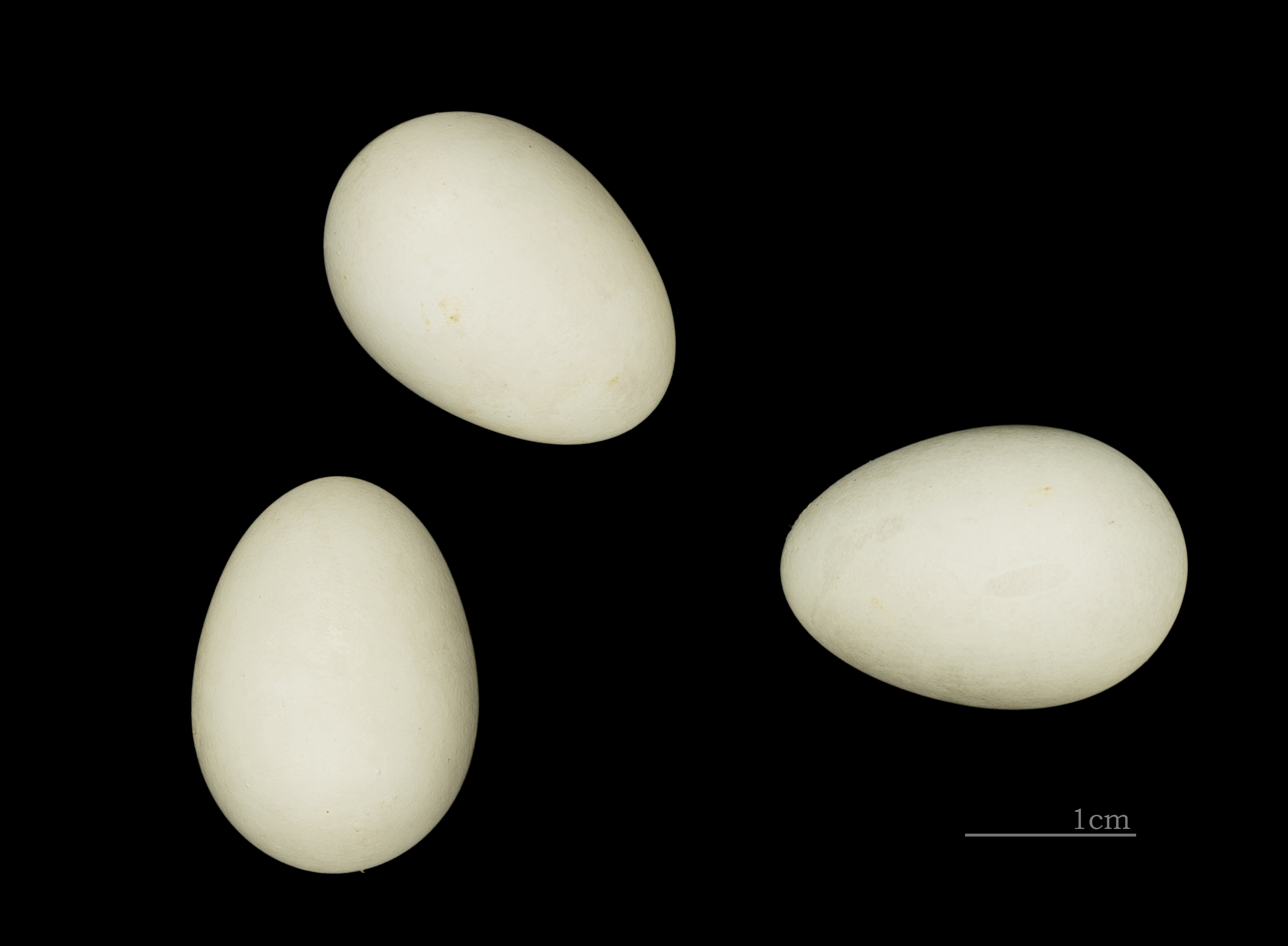
Apus pallidus

Бледные стрижи гнездятся в расщелинах скал и на зданиях, часто вместе с чёрными стрижами. Кладка находится в уложенной листьями ложбине. Обычно обе родительские птицы высиживают 2 белых яйца от 14 до 20 дней. Через 44—48 дней птенцы становятся самостоятельными. В год бывает до двух выводков.